# Station Jasienica Mazowiecka
Station Jasienica Mazowiecka  is een spoorwegstation in de Poolse plaats Jasienica.
Bij dit station loopt spoorlijn 13 over een brug. Er is echter geen perron aan deze lijn.